# Краснопільська волость (Гайсинський повіт)
Краснопільська волость — історична адміністративно-територіальна одиниця Гайсинського повіту Подільської губернії з центром у селі Краснопілка.
Станом на 1885 рік складалася з 7 поселень, 7 сільських громад. Населення — 12261 особа (6101 чоловічої статі та 6160 — жіночої), 1736 дворових господарства.
|                     | Площа, десятин | У тому числі орної, дес. |
| ------------------- | -------------- | ------------------------ |
| Сільських громад    | 14007          | 11914                    |
| Приватної власності | 6302           | 4654                     |
| Казенної власності  | 640            | 22                       |
| Іншої власності     | 325            | 231                      |
| Загалом             | 21274          | 16821                    |

Поселення волості:
- Краснопілка — колишнє державне село при річці Соб за 3 версти від повітового міста, 2098 осіб, 264 дворових господарства, 2 православні церкви, школа, поштова станція, 3 постоялих будинки, 2 вітряних млини, лавка, винокурний завод.
- Івангород — колишнє власницьке містечко при річці Кіблич, 1838 осіб, 294 дворових господарства, православна церква, школа, єврейський молитовний будинок, 4 постоялих двори, 6 постоялих будинків, торгова баня, 7 лавок, водяний млин.
- Кивачівка — колишнє власницьке село, 819 осіб, 109 дворових господарств, православна церква, школа, постоялий будинок, 4 лавки, водяний і вітряний млини.
- Нараївка — колишнє власницьке село, 1490 осіб, 206 дворових господарств, православна церква, школа, постоялий будинок, кузня, 2 водяних млини, винокурний завод.
- Севастянівка (Саустянівка) — колишнє власницьке село при річці Березина, 3980 осіб, 682 дворове господарство, православна церква, школа, 6 постоялих будинків, манеж.
- Скарженівка — колишнє власницьке село при річці Кіблич, 935 осіб, 102 дворових господарства, православна церква, постоялий будинок, кузня, винокурний завод.
- Цвіліхівка — колишнє власницьке село, 522 особи, 79 дворових господарств, православна церква, постоялий будинок, водяний млин.